# تراوت کریک (یوتا)
تراوت کریک (به انگلیسی: Trout Creek) یک منطقهٔ مسکونی در ایالات متحده آمریکا است که در شهرستان جواب، یوتا واقع شده‌است. تراوت کریک ۱٬۴۳۲٫۸۸ متر بالاتر از سطح دریا واقع شده‌است.